# Mas de l'Om (la Vall de Bianya)
El Mas de l'Om és una masia de la Vall de Bianya (Garrotxa) inclosa a l'Inventari del Patrimoni Arquitectònic de Catalunya.

## Descripció
El Mas de l'Om és un gran casal de planta rectangular, amb teulat a dues aigües i els vessants vers les façanes laterals. Disposa de planta baixa (porta central amb arc de llibre), primer pis (amb cinc finestres rectangulars amb arc de descàrrega) i golfes (amb arcada central). Té una menuda galeria de dues arcades, orientada al sol. A la façana de ponent té adossada una gran pallissa, de planta rectangular i teulat a dues aigües; la façana que dona a ponent mostra les seves set arcades de punt rodó al segon pis. Tenen instal·lada electricitat des de l'any 1975.

## Història
En general les cases de la Vall del Bac són senzilles i algunes pobres a la seva arquitectura i el material usat és per damunt de tot la pedra poc treballada. A Mas de l'Om han viscut, durant més de dos-cents anys, generacions dels actuals masovers; el propietari és el mateix que el de la casa del Mariner. Mas de l'Om -per la gent del país- és de les poques cases habitades de la vall i es beneficia de la seva proximitat a Sant Pau de Segúries.